# Laparoskopska holecistektomija
Laparoskopska holecistektomija je minimalno invazivna metoda hirurškog lečenja bolesti žučne kese. Ova komforna procedura je metoda izbora za bolesnike sa bilijarnom kalkulozom (kamenom u žučnoj kesi) i hroničnim holecistitisom zbog smanjenog operativnog i postoperativnog morbiditeta, kraćeg postoperativnog boravaka u bolnici, malih troškova lečenja i ranog povratka bolesnika svakodnevnim aktivnostima. Kod ove metode prosečna dužina postoperativne hospitalizacije, na osnovu rezultata iznetim u brojnim studijama, je 2,5 dana.

## Značaj
Laparoskopska hirurgija u 21. veku predstavlja široko primenjivanu hiruršku tehniku u hirurgiji trbuha i zlatni standard u lečenju simptomatske holelitijaze u svetu. Osnovne prednosti laparoskopske hirurgije su: 
Manji postoperativni bolovi
Smanjenje postoperativnog bola smanjuje potrebu za postoperativnom analgezijom
Rana pokretljivost bolesnika
Vraća pacijenta u punu aktivnost u roku od nedelju dana (u poređenju sa trajanjem lečenja do mesec dana nakon otvorene holecistektomije).
Kraće bolničko lečenje
Skraćuje boravak pacijenta u bolnici — sa nedelju dana na manje od 24 časa.
Manji ukupni troškovi lečenja
Iako su direktni troškovi operativnog zahvata i troškovi oporavka veći za laparoskopsku holecistektomiju, skraćena dužina boravka u bolnici vodi do uštede. Brži povratak u normalne aktivnosti takođe može dovesti do indirektnih ušteda troškova lečenja.
Ranije radno osposobljavanje
Prosečna dužina bolovanja prema nekim studijama iz Srbije iznosila je 10,5 dana u laparoskopski operisanoj grupi, a 26,2 dana u grupi operisanih klasičnom holecistektomijom, na otvorenom trbuhu.
Dobar estetski izgled postoperativne rane na trbuhu
Laparoskopska holecistektomija takođe pruža poboljšanu kozmetiku operativnog područja i time čini pacijenta zadovoljnijim, u poređenju sa otvorenom holecistektomijom.
Ispitivanja su takođe pokazala da se pacijenti sa laparoskopskom holecistektomijom u ambulantnim ustanovama kao i oni operisani u bolničkim ustanovama oporavljaju jednako dobro, što ukazuje na to da bolesniku treba ponuditi ambulantni modalitet.

## Istorija
Bolesti bilijarnog trakta smatraju se starim koliko i čovečanstvo. Prva saznanja o njima datiraju još iz 2000. godine p. n. e. kada su Vavilonci vrlo precizno opisali žučnu kesu, jetrene vodove i cistikus.
Krajem 18. veka, prvi put u istoriji medicine, izvršen je planirani operativni zahvat odstranjenja kamenca (kalkulusa) iz žučne kese i tim činom postavljen temelj budućoj bilijarnoj hirurgiji.
Godine 1882. Langenbuch je izvršio holecistektomiju u jednom aktu i postavio vrlo važan princip: žučna kesa treba da se odstrani ne zato što sadrži kamenac, već zato što ih i formira. Od tada je kao isključiva metoda lečenja kamenaca žučne kese važila otvorena holecistektomija.
Kalkuloza bilijarnog trakta, u savremenoj medicini 21. veka, smatra se jednim od najčešćih oboljenja, a operacije zbog ove bolesti spadaju među najčešće operacije u hirurgiji. O ovome svedoči činjenica da se godišnje u svetu uradi preko 1,5 miliona holecistektomija zbog odstranjenja kamena u žučnoj kesi.
Zahvaljujući razvoju tehnologije u drugoj polovini 20. veka došlo je do stvaranja moderne endoskopske hirurgije, ili minimalno invazivne hirurgije, zasnovane na klasičnim hirurškim principima i novim tehnološkim rešenjima. Godine 1985. Miiche iz Bobligena prvi je uradio laparoskopsku holecistektomiju, koja iako je uspešno objavljena, ostala nezapažena i nepoznata u mnogim medicinskim krugovima.
Mouret iz Liona 1987. godine izvršio je svoju prvu laparaskopsku holecistektomiju koja je, iako urađena krišom i nikada publikovana, ipak ušla u istoriju hirurgije.
„Tako je laparoskopska holecistektomija, kao nova operativna tehnika, s kraja 20. veka prihvaćena pozitivno od strane pacijenata i poštujući principe koje je postavio Langenbuch, uz minimalnu traumu, konačno je osvojila i akademske hirurške krugove širom sveta.“

## Indikacije
Indikacije za laparoskopsku holecistektomiju zavise od veštine i iskustva hirurga. Svaki bolesnik koji može da se operativno leči metodom otvorene (klasične) holecistektomije, može hirurški biti zbrinut i laparoskopski (bar tako stoji u teoriji).
Laparoskopska holecistektomija je efikasna procedura za iskusne hirurge u tretmanu akutnog holecistitisa jer smanjuje dužinu hospitalizacije, postoperativne komplikacije i troškove lečenja. Konverzija u otvorenu proceduru kod teških akutnih holecistitisa sa znacima jake inflamacije i nejasne anatomije je racionalan stav hirurga koji smanjuje mogućnost operativnih lezija i nastanka postoperativnih težih komplikacija. Poznavanje preoperativnih faktora rizika i dobra preoperativna selekcija bolesnika sa akutnim holecistitisom ovu proceduru čini sigurnom i korisnom u tretmanu akutnih holecistitisa sa prihvatljivom stopom morbiditeta i konverzija.

## Kontraindikacije
Kontraindikacije za laparoskopsku holecistektomiju mogu biti apsolutne i relativne: 
| Apsolutne kontraindikacije  | Relativne kontraindikacije |
| --------------------------- | --- |
| Nedostatak iskustva hirurga | - uznapredovala oboljenja jetre - akutni pankreatitis - umeren ili težak poremećaj koagulacije - difuzni peritonitis - trudnoća - prethodne višestruke laparotomije - ako nije moguće uraditi endoskopsku retrogradnu holangiopankreatografiju-ERCP uz papilotomiju i ekstrakciju kalkulusa ili je prisutan nedostatak opreme i/ili iskustva hirurga za izvođenje laparoskopske eksploracije holedoha |

Kada je trudnoća u pitanju, operacije koje mogu biti odložene treba odložiti dok one koje su neodložive mogu biti izvedene u vidu minimalne invazivne hirurgije kao što je laparoskopska. 
Akutni holangitis se može lečiti laparoskopski u ustanovama u kojima se može uraditi laparoskopska  
eksploracija bilijarnih puteva i ERCP, odnosno, endoskopska sfinkterotomija i ekstrakcija kalkulusa. 
Koagulacioni poremećaji dozvoljavaju laparoskopiski pristup u zavisnosti od težine samog poremećaja, kao i od mogućnosti zdravstvene ustanove da se poremećaj leči. 
Kod akutnog pankreatitisa operacija se izvodi samo u slučajevima pogoršanja bilijarnog oboljenja, a ta intervencija se može izvesti laparoskopski uz prethodno urađen ERCP. Ako se stanje klinički i laboratorijski normalizuje potrebno je prethodno uraditi ERCP, a po potrebi i endoskopsku sfinkterotomiju sa ekstrakcijom kalkulusa iz holedohusa. 
Ako je pacijent već imao opsežniju operaciju u predelu gornjeg trbuha, potrebno je veće iskustvo za laparoskopski pristup. 
Teža oboljenja jetre otežavaju operaciju i pristup ovakvim pacijentima treba da bude individualan.

## Anestezija za laparoskopske operacije
Kod laparoskopske holecistektomije razvoj bola je kompleksan i nameće u cilju boljeg komfora bolesnika, multimodalni pristup u analgeziji, koji u širem smislu podrazumeva uspostavljanje empatije sa pacijentom, sticanje njegovog poverenja i samopouzdanja kroz detaljno objašnjenje operativne procedure. 
Multimodalna analgezija podrazumeva primenu:
- nesteroidnih antiinflamatornih lekova (NSAIL), jedan čas pre operacije,
- blokiranje aferentnih neurona,
- infiltraciju kože lokalnim anestetikom pre incizije,
- administraciju opioida perioperativno,
- ubrizgavanje lokalnog anestetika u peritonealnu šupljinu uz redovnu infuzionu terapiju tečnostima i elektrolitima.

Specifičnost anestezije kod laparoskopskih operacija ogleda se u potencijalnim rizicima kreiranja pneumoperitoneuma i položaju pacijenta. Ovi negativni uticaji ne stvaraju probleme kod zdravih osoba ili kod onih sa blažim ili umerenim stepenom bolesti vitalnih organa.
Kako se problemi mogu očekivati kod bolesnika sa težim oboljenjima kardiovaskularnog i respiratornog sistema, kod njih je potrebno pažljivo pokušati preoperativnu pripremom za takav stres. 
Poseban problem su pacijenti sa prekomernom telesnom težinom, čak i kada nemaju prateće komorbiditete.
Prema podacima iz literature najviše se preporučuje opšta endotrahealna anestezija. Endotrahealna intubacija se može izvesti uz sukcinil holin, a u novije vreme se koriste i nedepolarišući relaksanti brzog dejstva (rokuronijum). 
Potrebno je bolesniku plasirati gastričnu sondu po uvodu u anesteziju, najčešće kroz usta, jer se vadi nakon operacije i nije potrebna u daljem postoperativnom toku.
Premedikacija u laparoskopskoj hirurgiji nema posebnih zahteva i dovoljna je sedacija benzodiazepinima. Preporučuje se i upotreba antiemetika zbog postoperativne mučnine i povraćanja. 
Za uvod u anesteziju na raspolaganju stoji veći broj lekova, a izbor zavisi od stanja pacijenta. Endotrahealna intubacija se može izvesti uz sukcinil
Anestezija se održava po principima balansirane anestezije, što podrazumeva obezbeđivanje analgezije (opioidi) i potrebne relaksacije (nedepolarišući relaksant odgovarajućeg trajanja dejstva). 
Tokom anestezije neophodan je i standardni monitoring: ekg, srčana frekvencija, merenje sistolnog, srednjeg i dijastolnog pritiska, pulsna oksimetrija, kapnografija (ETCO2), a moguće su i dopune u zavisnosti od potreba u trenutnoj situaciji.

## Razlika između otvorene i laparoskopske holecistektomije i procedura
Otvorena holecistektomije
Kod otvorene holecistektomije pristup žučnoj kesici ostvaruje se kroz primenu desne subkostalne laparotomije. Ona podrazumeva inciziju kože i potkožnog masnog tkiva. Incizija se postavlja u desnom hipohondrijumu paralelno sa donjom ivicom rebarnog luka, dva poprečna prsta ispod njega. Dužina incizije varira u zavisnosti od konstitucije pacijenta i iskustva hirurga, a na osnovu njegove preoperativne procene. Kreće se od 6 do 8 cm pa naviše. Nakon što je otvorena koža i potkoža sledi presecanje muskulature prednjeg trbušnog zida zajedno sa njihovim aponeurozama i to desnog muskulus rektus abdominisa i bočne grupe mišića. U tu grupu spadaju m. obliqus externus i internus abdominis te m. transversus abdominis. Presecanje se obavlja upotrebom elektrokautera pri čemu se presecaju i odgovarajući interkostalni nervi. Potom se otvori peritoneum i ulazi u peritonealnu duplju. 
Laparoskopske holecistektomije
Operativni pristup kod laparoskopske holecistektomije je bitno drugačiji od onog kod otvorene holecistektomije. Najčešće se kod ove intervencije primenjuje sledeći redosled postupaka:
- Prvo se napravi incizija na koži, dužine oko 1 do 1,5 cm, neposredno ispod pupka, horizontalno postavljena i kroz nju se uvodi Veressova igla u peritonealnu šupljinu, u koju se potom insuflira (uduvava) ugljen-dioksid do intraabdominalnog pritiska od 12 mmHg. Taj pritisak odiže prednji trbušni zid i zamenjuje mehaničku ulogu trbušnog ekartera kod otvorene metode.
- Potom sledi uvođenje trokara od 10 ili 11 mm kroz istu inciziju i unošenje optike (kamere). Kamera laparoskopa omogućava da se ostali trokari u trbuhu postavljaju pod kontrolom oka. Time se smanjuje opasnost od povrede unutartrbušnih organa.
- Radni port se postavlja u srednju trbušnu liniju, epigastrično na oko santimetar – dva ispod procesusa ksifoideusa grudne kosti, kroz inciziju u dužini od 2 do 2,5 cm koja preseca kožu, potkožu i lineu albu.
- Nakon stvorenog pneumoperitoneuma i uvođenja troakara, pristupa se eksploraciji i preparaciji žučne kese. Nakon pristupa Calotovom trouglu i identifikovanja duktus cistikusa i arterije cistike, pristupi se njihovom zbrinjavanju.
- Potom se oslobađa žučna kesa iz ležišta na jetri za koje je vezana peritonealnim listom, i vadi iz trbuha.
- Intraoperativno se svim pacijentima postavljao dren u subhepatični prostor.
- Postoperativno svim pacijentima se plasira supozitorija diklofenaka (50 mg) u čmar.
- Pacijenti su otpušteni sa bolničkog lečenja prvog postoperativnog dana, nakon vađenja drena, pod uslovom da nije imao komplikacija.

## Komplikacije
Nakon laparoskopske holecistektomije moguće su sledeće komplikacije: 
Bol
Kod laparoskopske holecistektomije nastanak bola je kompleksan i stoga se preporučuje multimodalni pristup u analgeziji. Ovakav pristup u širem smislu podrazumeva uspostavljanje empatije sa pacijentom, sticanje njegovog poverenja i samopouzdanja kroz detaljno objašnjenje operativne procedure.
Multimodalna analgezija podrazumeva primenu nesteroidnih antiinflamatornih lekova (NSAIL) jedan čas pre operacije, potom blokiranje aferentnih neurona, infiltraciju kože lokalnim anestetikom pre incizije kože, administraciju opioida perioperativno, ubrizgavanje lokalnog anestetika u peritonealnu šupljinu uz redovnu infuzionu terapiju tečnostima i elektrolitima.
Krvarenje
Krvarenje, kao komplikacija može se javiti iz operativnih rana, arterije cistike i lože žučne kese. U zavisnosti od obilnosti krvarenja, njeno rešavanje, može biti: konzervativnim lečenjem, laparoskopskom intervencijom ili laparotomijom
Postoperativno curenje žuči
Curenje žuči u post operativnom periodu može nastati zbog spadanja klipsa sa duktusa cistikusa, akcesornog žučnog puta u loži žučne kese ili previđene lezije glavnih žučnih puteva. Zbrinjavanje takođe može biti konzervativno, laparoskopski ili laparotomijom.
Infekcija, pankreatitis (upala gušterače)
Infekcije se mogu javiti u predelu operativne rane, obično gde je vađena žučna kesa i ovo je retka pojava. Takođe nastaje usled izlivanja žuči u trbušnu duplju. Nastanak i razvoj pankreatitisa je identičan onom koji nastaje nakon klasične holecistektomije i
najčešće se leči konzervativno. 
Postoperativna holedoholitijaza.
Postoperativna holedoholitijaza se sprečava intraoperativnom holangiografijom, međutim ako se postoperativno sumnja na ovu komplikaciju potrebno je načiniti ERCP pregled. U prevenciji komplikacija značajnu ulogu ima jasna i sigurna vizuelizacija operativnog polja, primena odmerenih pokrete sa doziranom silom i postavljanje klipseve i presecanje strukture kada se elementi jasno prikazuju. U toku intervencije potrebno je posebno obratiti pažnju na postojanje aberantnih i akcesornih elemenata i tada primeniti intraoperativnu holangiografiju.

## Literatura
- Miroslav Davidov. Multimodalna analgezija u prevenciji i terapiji akutnog postoperativnog bola kod laparoskopske holecistektomije.. Medicinski fakultet, Novi Sad 2014. Doktorska disertacija

## Spoljašnje veze
- Video of Laparoscopic Cholecystectomy
- Laparoscopic Cholecystectomy

|  | Molimo Vas, obratite pažnju na važno upozorenje u vezi sa temama iz oblasti medicine (zdravlja). |